# 忠犬立ハチ高
忠犬立ハチ高（ちゅうけんりつハチこう）は、グレープカンパニーに所属する日本の女性お笑いコンビ。女芸人No.1決定戦 THE W 2024・3位。

## メンバー
ノムラフッソ（1997年4月13日 - ）(28歳）
- 岩手県盛岡市出身。立ち位置は向かって左。山梨大学医学部卒業。
- 本名、野村萌久実（のむら めぐみ）
- ネタ作成者兼フィクサー。
- 身長は158cm、血液型はB型。
- 趣味は映画鑑賞。
- 特技はイラスト、作曲、動画編集、診察、計算。
- 恐竜好き。2024年11月にはノムラ自身が出場を希望していた、みずほPayPayドーム福岡で行われた「恐竜レース」に出場した。
- 医師の国家資格を取得している。
- 高校時代は演劇部の他に応援団と美術部を兼部していた。
- 大学時代は落研の他に軽音楽部に所属していた。
- 既婚者であり、夫は医師。

王坂（おうさか、1997年5月15日 - ）(28歳）
- 岩手県釜石市出身。立ち位置は向かって右。上智大学文学部卒業。
- 本名、大坂理冴（おおさか りさ）
- 身長は158cm、血液型はO型。
- 出生地は静岡市清水区で、7歳の頃までそこで暮らしていた。
- 趣味はディズニーリゾートショー鑑賞、ミステリードラマ鑑賞、読書。
- 特技は説教されているときの顔を演じること、読唇術。
- 大学時代は落研の他に演劇サークルに所属していた。
- 一時期アナウンサーを目指していたことがあり、アナウンススクールにも通っていた。地元東北地方のテレビ局を片っ端から受験したが全て一次で落選。これと並行して出生地である静岡のローカルタレントオーディションも受けており、実はこちらが本命だったという。
- 2025年1月17日放送のTBS『世界のドッキリを日本の芸能人に仕掛けてみた!ドッキリワールドカップ』に出演した際、交際していたSMA NEET Project所属のお笑い芸人・お銀黒川（ちょぽ伝）に放送中にプロポーズ。お銀黒川は即承諾し、婚約が成立。同年3月3日、お銀黒川との婚姻届を提出して正式に結婚したことを報告。

## 略歴
二人は2013年の春に共に岩手県立盛岡第一高等学校に入学して演劇部に入部して出会う。ノムラがラーメンズが好き、王坂も『爆笑レッドシアター』（しずる推しだった）や『エンタの神様』とお笑い番組が好きなことから意気投合し、2014年にコンビを結成。演劇部の中でも演技が下手だったため、諦めておふざけ要員をしていたところウケたので、調子に乗ってお笑いを志したという。コンビ名は演劇部の部長が「県立一高」をもじって、ノリで名付けた。ハイスクールマンザイ2014にも出場するが、北海道・東北予選で敗退。
高校を卒業した後はインカレサークルである東京大学落語研究会に所属し、学生芸人として活動。ノムラは山梨県から往復3時間かけて通いながら所属していた。学生時代は二人に男性メンバー（現在は「右手でグーパンチ」の芸名でフリーのピン芸人として活動）を加えたトリオ『おせんべいビスケット』、王坂は上智大学で違う相方との女性コンビ『Pシェーレ8』でも活動していた。
2021年にグレープカンパニーに所属。ノムラは当時医学部在学中であり、プロの芸人のまま医師国家試験を受けた。2023年に同期のツンツクツン万博がツギクル芸人グランプリで決勝ファイナルステージまで進出し3位になり、女芸人No.1決定戦 THE Wにおいては同年に同じく同期格の梵天に先に決勝に行かれ、後輩のはるかぜに告ぐにまで行かれてしまったことで「このままでは取り残される」と危機感を覚え、2024年になったらちゃんとネタに力を入れようとして毎月4本ネタを作って卸す活動に移る。その2024年に女芸人No.1決定戦 THE Wの決勝戦に初進出。優勝候補と目されていたエルフを破って最終決戦に駒を進める快進撃を見せたが、最終決戦では国民投票による1票にとどまり、初の決勝は3位で終えた。

## 芸風
コント、漫才をともに行う。ボケとツッコミはネタによって変わる。ネタ作成担当はノムラ。帰宅する時にお互い話したことや、王坂の好きなものなどから着想を得ているという。

## エピソード
- 先輩芸人である永野を両者とも慕っており、一度「弟子にしてほしい」とメッセージを送った。それについて永野は「事務所としてあんまり良くないのかなって思うから、芸人として僕から吸収できることは吸収してもらって、ルーツを教えていきたい」と語っている[23]。THE Wの決勝戦に進出したときは真っ先に永野に報告をしていた[24]。永野のYouTubeチャンネルにチルダーリーとともにたびたび出演している。
- 蓮見翔をはじめとした後のダウ90000のメンバーと大学時代から交流がある。
- 二人で同居している[25]。離れた所で勤務しているノムラの夫も、頻繁に二人の所に泊まりに来るという[9]。王坂の結婚後は、たまたまそれまで二人同居していた部屋の隣が空いていたので、王坂が隣に移って、隣同士で暮らしているという[17]。

## 賞レース戦歴

### M-1グランプリ
| 年度             | 結果      | 会場                         | エントリーNo. |
| ---------------- | --------- | ---------------------------- | ------------- |
| 2017年（第13回） | 1回戦敗退 | 新宿シアターモリエール       | 3307          |
| 2020年（第16回） | 1回戦敗退 | よしもと幕張イオンモール劇場 | 3820          |
| 2021年（第17回） | 2回戦進出 | 雷5656会館ときわホール       | 623           |
| 2022年（第18回） | 1回戦敗退 | シダックスカルチャーホール   | 1397          |
| 2023年（第19回） | 2回戦進出 | 雷5656会館ときわホール       | 754           |
| 2024年（第20回） | 2回戦進出 | 雷5656会館ときわホール       | 5088          |

#### その他賞レース
- 2019年 NOROSHI 準優勝（東京大学落語研究会「チームばぢぼだず」として）
- 2019年 大学生M-1グランプリ 決勝進出[27]
- 2024年 キングオブコント 2回戦進出　※1回戦敗退後追加合格[28]
- 2024年 女芸人No.1決定戦 THE W 決勝3位

## 出演

### テレビ
- 冗談来人（BSフジ）
- 県民ガチ投票シリーズ キングオブTHE丼（岩手めんこいテレビ）
- ホレホレ岩手お宝再発見！錦鯉のホレボレ5時間生放送（岩手放送）
- ニューヨークと蛙亭のキット、くる!!（テレビ神奈川、2022年8月31日）[29]
- やすとものいたって真剣です（朝日放送）
- Qさま（テレビ朝日）
- オールナイトフジコ（フジテレビ）
- きらきらアフロ （テレビ東京）- 前説だが、稀に出演。
- 女芸人No.1決定戦 THE W（日本テレビ）- 2024年12月10日[30]
- THE CONTE（フジテレビ）- 2025年3月15日[31]

### ドラマ
ノムラ
- 東京サラダボウル（2025年1月7日 - 、NHK総合・NHK BS4K） - 広田カナ 役[32]
- サラリーマン山崎シゲル（2025年7月1日 - 、FOD SHORT）[33]

### ラジオ
- 忠犬立ハチ高のレディ高（IBCラジオ）※レギュラー[34]
  - 2023年4月7日スタート、毎週金曜日 17:45 - 18:00放送。2025年4月6日から、山梨放送ラジオ（毎週日曜日 16:00 - 16:15）にもネット。
- ふわっち presents らじおっつ（TBSラジオ）

### 単独ライブ
- 第1回単独ライブ『ラブ&ポップ』（2022年11月19日、新宿ハイジアV-1）[35]
- 第2回単独ライブ『TOKYO PIMPS』（2023年11月18日、シアターマーキュリー新宿）[36]
- 第3回単独ライブ『日本のセンス』（2024年11月9日、新宿シアターモリエール）[37]